# Валендас
Валендас (нем. Valendas) — деревня и бывшая коммуна в Швейцарии, в кантоне Граубюнден. Население составляло 298 человек на 2011 год. Официальный код — 3586. 1 января 2013 года вместе с коммунами Ферзам, Зафин и Тенна вошла в состав новой коммуны Зафинталь, округ Сурсельва.
На выборах в 2007 году наибольшее количество голосов получила Швейцарская народная партия (68,1 %), за Христианско-демократическую народную партию Швейцарии проголосовали 5,0 %, за Социал-демократическую партию Швейцарии — 11,0 %, за Свободную демократическую партию — 13,3 %.

## Географическое положение
До слияния площадь Валендаса составляла 22,79 км². 21,6 % площади составляли сельскохозяйственные угодья, 48,7 % — леса, 1,8 % территории было заселено. В коммуне Валендас находятся древнее поместье и замок, она включает в себя одноименную деревню, с видом на правый берег ущелья Переднего Рейна и хутора Каррера, Брун, Дутжен и Туриш.

## История
Коммуна впервые упоминается в 765 году как in Valendano. Во второй половине четырнадцатого века началась германизация. Церковь Святого Блеза впервые упоминается в 1384 году. Реформация пришла в коммуну в 1523 году. 1 января 2013 года коммуны Ферзам, Валендас, Зафин и Тенна объединились в новую коммуну Зафинталь.

## Население
На 2011 год население Валендаса составляло 298 человек (51,3 % мужчин, 48,7 % женщин). На 2000 год 96,9 % жителей говорило на немецком языке, 1,7 % — на романшском, 1,0 % — на сербо-хорватском. 13,6 % населения были в возрасте до 9 лет, 12,9 % — от 10 до 19 лет, 7,8 % — от 20 до 29 лет, 13,9 % — от 30 до 39 лет, 14,6 % — от 40 до 49 лет, 13,6 % — от 50 до 59 лет, старше 60 лет было 23,4 % населения. На 2005 год в Валендасе уровень безработицы составлял 0,11 %.
| 1803 | 1850 | 1900 | 1950 | 2000 | 2011 |
| ---- | ---- | ---- | ---- | ---- | ---- |
| 463  | 555  | 499  | 441  | 294  | 298  |